# Oriovac
Oriovac falu és község Horvátországban, Bród-Szávamente megyében.

## Fekvése
Bródtól légvonalban 19, közúton 24 km-re nyugatra, Pozsegától   légvonalban 19, közúton 29 km-re délre, Szlavóniában, a Dilj-hegység délnyugati lejtői alatt, az Újgradiskáról Bródra menő főút mentén fekszik. Területén halad át az A3-as autópálya és a Zágráb-Belgrád vasútvonal.

## A község települései
A községhez Bečic, Ciglenik, Kujnik, Lužani, Malino, Oriovac, Pričac, Radovanje, Slavonski Kobaš és Živike települések tartoznak.

## Története
Oriovac területén már az őskorban is éltek emberek. Ezt igazolják a Radić testvérek utcai ősi temető és a „Glatnik” nevű lelőhely történelem előtti korból származó leletei. Az ókorban a község területén halad át a Sisciát Sirmiummal összekötő fontos római kereskedelmi és hadiút. Később ennek a nyomvonalán építették meg a Zágrábot Bróddal összekötő főutat.
Oriovac első írásos említése 1220-ból származik abban az oklevélben, mely a Giletics családot megerősíti itteni birtokukban. A családnak egykor nagy birtoka volt a térségben, mely a Szávától a mai Újgradiskán túli vidékig terjedt, ahol ma Giletinci falu is fekszik. Slavonski Kobašt egykor „Gyleta-Kastel”nek hívták. A család egyik ága birtokolta Stupnikot, melyről őket Stupnikinak nevezték. Később a Dilj-hegység, a Száva és az Orljava között fekvő oriovaci birtok is az övék lett. A latin nyelvű oklevél megemlíti a mai Oriovac környékén feküdt „Oriha dragát” is, melyből a település neve származhat. A 14. században a birtok már a dubovaci Csák nemzetségé. 1501-ben élt itt a Gabriel (más forrás szerint Pál ) nevű nemes, aki a közelben, egy diófákkal körülvett helyen a török ellen várat épített, melyet a diófákról Orahovecnek neveztek. A hagyomány szerint ez a hely a mai Oriovac területén volt és egyik lehetséges helyeként a Surduk nevű hegyet emlegetik. A vár a helyi plébánia historia domusa szerint 1529-ben került török kézre és 1687-ben már romosan szabadult fel uralma alól. Valószínűleg már a török hódítás előtt állt az itteni Szent Imre templom, melyet a törökök leromboltak. A török korból maradt fenn az a kút, amely Szlavónia ritka török emlékei közé tartozik. Ezen kívül számos helyi dűlőnév (Džamija, Selvaga, Arman, Kipšaj, Surduk, Begluk, Mezarac) eredete is a török nyelvre megy vissza.
A térség 1691-ben szabadult fel végleg a török uralom alól. Ebben az évben alapították meg Oriovac plébániáját és szentelték fel Szent Imre templomát. Az 1698-as kamarai összeírásban „Orihovacz” néven hajdútelepülésként szerepel a török uralom alól felszabadított települések között.
 Az 1730-as egyházlátogatás 52 katolikus családot számlált a településen. Szent Márk tiszteletére szentelt fakápolnájában Szent Imre és Szűz Mária képei voltak. Az 1734-es vizitáció Oriovacon nem talált templomot. A helyi bogumilok a lužani Szent Margit templomot használták. 1736-ban fellázadtak az Itáliába vezényelt határőrök megölve parancsnokukat és tisztjeiket. 1746-ban az egyházlátogatás már Mária mennybevétele kápolnát talált itt oltárán a Szűzanya képével, a Szent Márk templom pedig a falu kívül állt. 1748-ban az ősi római út nyomvonalán megépítették az új főutat. Az addig jórészt a hegyek között élt környékbeli falvak lakossága az új út mellé települt. Oriovac is ekkor került a mai helyére. A falu régi helyét az egykor itt állt házakról ma is Kućištének nevezik.
1758-ban a régi Szent Imre templom alapjain új, nagyobb fatemplomot építettek. A templom hosszúsága 22 méter, szélessége 10 méter volt , mely akkoriban tekintélyes méretűnek számított. Oriovacnak ekkor már 332 lakosa volt. 1760-ban az egyházi vizitáció szerint 61 család és 495 lakos élt a településen. 1761-ben a katonai igazgatás megalapította német nyelvű elemi iskolát. Első tanítója a morvaországi Sebastijan Budek volt. A 24 tanuló olvasást, írást, számolást és hittant tanult. 1764-ben töltést építettek az Orljava mentén. Ebben az évben ide helyezték át a gradiskai ezred egyik századát. 1770-ben Oriovacon 61 család élt 495 fővel. Triviális iskola (kétéves tanítás, egy tanítóval) nyílt a településen. 1772-ben pestis pusztított. 1776-ban felépült a ma is álló plébániaház. 1787-ben megnyílt a postahivatal. 1804-ben 667 lakos élt a településen. 1809-ben megkezdődtek a mocsaras Jelas-mező lecsapolási munkái. 1812-ben megkezdték az új Szent Imre templom építését, mely a homlokzatán látható tábla szerint 1815-ben fejeződött be. 1835-ben selyemgyárat alapítottak a településen. A következő évben kolera pusztított. 1878-ban nagy árvíz pusztított a településen, melyet követően 1880-ban Filipovics báró, akkori katonai parancsnok megépíttette az Oriovacot védő árvízvédelmi töltést. Erre emlékmű emlékeztet a település központjában.
Az első katonai felmérés térképén „Orievacz” néven található. A bródi ezredhez tartozott. Lipszky János 1808-ban Budán kiadott repertóriumában „Oriovacz” néven szerepel. Nagy Lajos 1829-ben kiadott művében „Oriovacz” néven 121 házzal, 622 katolikus és 10 ortodox vallású lakossal találjuk. A katonai közigazgatás megszüntetése után 1871-ben Pozsega vármegyéhez csatolták.
A településnek 1857-ben 686, 1910-ben 1133 lakosa volt. Az 1910-es népszámlálás szerint lakosságának 93%-a horvát, 3%-a szerb anyanyelvű volt. Pozsega vármegye Újgradiskai járásának része volt. Az első világháború után 1918-ban az új szerb-horvát-szlovén állam, majd később (1929-ben) Jugoszlávia része lett. A település 1991-től a független Horvátországhoz tartozik. 1991-ben lakosságának 85%-a horvát, 8%-a szerb nemzetiségű volt. 2011-ben 1841 lakosa volt. A településen orvosi rendelő, gyógyszertár, bankfiók, postahivatal, üzemanyagtöltő állomás működik.

## Lakossága
| Lakosság változása | Lakosság változása | Lakosság változása | Lakosság változása | Lakosság változása | Lakosság változása | Lakosság változása | Lakosság változása | Lakosság változása | Lakosság változása | Lakosság változása | Lakosság változása | Lakosság változása | Lakosság változása | Lakosság változása | Lakosság változása |
| ------------------ | ------------------ | ------------------ | ------------------ | ------------------ | ------------------ | ------------------ | ------------------ | ------------------ | ------------------ | ------------------ | ------------------ | ------------------ | ------------------ | ------------------ | ------------------ |
| 1857               | 1869               | 1880               | 1890               | 1900               | 1910               | 1921               | 1931               | 1948               | 1953               | 1961               | 1971               | 1981               | 1991               | 2001               | 2011               |
| 686                | 791                | 886                | 1.027              | 1.050              | 1.133              | 1.202              | 1.297              | 1.420              | 1.426              | 1.532              | 1.686              | 1.992              | 2.049              | 2.021              | 1.841              |

## Gazdaság
A helyi gazdaság alapja a mezőgazdaság, az állattartás és a kisvállalkozások. Az aktuális adatok szerint a községben 12 vállalkozás, 33 kisiparos és 41 családi gazdaság működik. Az „Oriolik” bútorgyár 1959-ben kezdte meg működését.

## Nevezetességei
- Szent Imre tiszteletére szentelt római katolikus plébániatemploma[9] 1812 és 1815 között épült klasszicista elemekkel vegyített késő barokk stílusban. Egyhajós épület, nagyméretű, félköríves ablakokkal, sokszög záródású szentéllyel és mellette található emeletes sekrestyével. A harangtorony a főhomlokzatba van belekomponálva. A hajó baldachinos mennyezettel van boltozva és nyeregtető fedi. A főoltáron középen Szent Imre, kétoldalt pedig Szent István és Szent László szobrai láthatók.

- A település központjában álló török kút[10] a 17. századból származik. A kút felépítménye torony alakban épült négyszögletes alapon, ferde falakkal, tetején pártázattal. Az ovális vályúkkal ellátott kifolyók keletre és nyugatra néznek. A kút oldalait sekélyen süllyesztett fülkék tagolják, amelyek csúcsíves boltívvel zárulnak. A déli oldalon egy kifolyó nélküli fülke, északon pedig a helyiség bejárata található, ahol a vízvezeték szerelvényei található. A falakat dekoratív fugák tagolják, hogy kőfalat utánozzanak, a pártázat alatt pedig dekoratív párkány található.

- Filipovics báró emlékműve, aki 1880-ban védtöltést építtetett a település árvízi védelmére.

- A honvédő háborúban elesett hősök emlékműve.

## Kultúra
A község kulturális és művészeti egyesülete a KUD „Luka Ilić Oriovčanin”.

## Oktatás
A község elemi iskolája Stjepan Ilijašević nevét viseli. A nyolcosztályos intézménybe jelenleg 452 tanuló jár.

## Sport
- NK „Oriolik” labdarúgóklub
- KK „Rekord Tim” kosárlabdaklub
- TKD „Škorpion” teakwondoklub
- ŠN Oriovac ifjúsági labdarúgóklub
- ŠRU „Šaran” sporthorgászklub

## Egyesületek
- „Prepelica” vadásztársaság
- DVD Oriovac önkéntes tűzoltóegylet
- Nyugdíjas klub
- Gyümölcs és szőlőtermelők egyesülete

## Híres emberek
- Itt született 1817. október 15-én Luka Ilić Oriovčanin pap, történész, régész, numizmatikus és író.
- Fran Gudrum orvos és író (1856-1919.)
- Luka Ilić pap, etnológus (1817-1878.)
- Stjepan Ilijašević pap, író (1814-1903.)